# Karakuri (manga)
Karakuri (カラクリ?), letteralmente: Il meccanismo, è il primo manga autoconclusivo ("one-shot") pubblicato dal mangaka Masashi Kishimoto, in seguito diventato famoso per il manga Naruto. Il fumetto, dopo aver vinto nel 1995 il premio Hop Step indetto dalla rivista settimanale Shōnen Jump, è stato pubblicato sulla stessa rivista nel 1996. dedicato ai promettenti giovani mangaka e ripubblicato nel quinto fanbook di Naruto inedito in Italia NARUTO. Hiden: Kai no Sho: Official Fanbook (NARUTO-ナルト-[秘伝・皆の書]オフィシャルファンBOOK?, NARUTO [Hiden: Kai no Sho] Ofisharu FanBOOK) del 2009.

## Trama
Per contrastare un terribile virus che sta infestando il pianeta e che agisce direttamente sul cervello, vengono create vertebre cervicali che una volta impiantate nel sistema nervoso centrale permettono la ripresa della piena funzionalità del corpo. Il Ministero della Salute Pubblica giapponese però, una volta sviluppata la tecnologia, pensa di sfruttarla per scopi militari, creando i cosiddetti "androidi", metà uomo e metà macchina, da sfruttare come armi umane.

## Edizioni
- (JA) Masashi Kishimoto, NARUTO―ナルト―[秘伝·の書]オフォシャルファンBOOK, Shūeisha, 4 ottobre 2002, ISBN 4-08-873321-5.